# Ferae
Ferae è un clado (secondo alcuni autori un superordine) che raggruppa gli ordini di mammiferi noti come Carnivori e Folidoti (pangolini). L'ultimo antenato comune di questi due gruppi potrebbe essere vissuto nel Cretaceo Superiore, circa 80 milioni di anni fa, ben prima, quindi, dell'estinzione di massa della fine del Mesozoico.
A un primo sguardo, questi due ordini non sembrerebbero avere molto in comune; un tempo i Folidoti erano ritenuti essere i più stretti parenti degli Xenartri (bradipi, armadilli e formichieri). Lo stretto rapporto di parentela che lega i pangolini ai Carnivori sembrerebbe però dimostrato da recenti analisi del DNA.
Il taxon Ferae include anche alcuni gruppi estinti, come quello dei Creodonti, animali simili a carnivori (ad es. Hyaenodon). Altri sottordini estinti, come i Pantodonti (ad es. Barylambda), i Pantolesti (ad es. Buxolestes) e i Paleanodonti (ad es. Metacheiromys), imparentati strettamente con i Folidoti, sono membri di questo gruppo.
Tutti questi ordini, a volte, sono riuniti in un solo ordine, i Cimolesti.
I più stretti parenti dei membri del clade Ferae sono, sorprendentemente, i Perissodattili (cavalli e rinoceronti); più alla lontana, invece, troviamo gli Artiodattili, i Cetacei e i Chirotteri (pipistrelli). Tutti questi gruppi farebbero parte del superordine Laurasiatheria.

## Sistematica
- Ordine Cimolesta
  - Famiglia Palaeoryctidae †
  - Sottordine Didelphodonta †
  - Sottordine Pantodonta †
  - Sottordine Pantolesta †
  - Sottordine Tillodonta †
  - Sottordine Taeniodonta †
  - Sottordine Apatotheria †
  - Sottordine Ernanodonta †
  - Sottordine Palaeanodonta †
  - Sottordine Pholidota
- Ordine Creodonta †
- Ordine Carnivora
  - Sottordine Feliformia
  - Sottordine Caniformia